# Liste der Biografien/Elt
Liste der Biografien |
Portal Biografien |
Personensuche
# |
A |
B |
C |
D |
E |
F |
G |
H |
I |
J |
K |
L |
M |
N |
O |
P |
Q |
R |
S |
T |
U |
V |
W |
X |
Y |
Z |
?
 
Ea |
Eb |
Ec |
Ed |
Ee |
Ef |
Eg |
Eh |
Ei |
Ej |
Ek |
El |
Em |
En |
Eo |
Ep |
Eq |
Er |
Es |
Et |
Eu |
Ev |
Ew |
Ex |
Ey |
Ez
 
Ela |
Elb |
Elc |
Eld |
Ele |
Elf |
Elg |
Elh |
Eli |
Elj |
Elk |
Ell |
Elm |
Eln |
Elo |
Elp |
Elr |
Els |
Elt |
Elu |
Elv |
Elw |
Ely |
Elz
Die Liste der Biografien führt alle Personen auf, die in der deutschsprachigen Wikipedia einen Artikel haben. Dieses ist eine Teilliste mit 97 Einträgen von Personen, deren Namen mit den Buchstaben „Elt“ beginnt.

## Elt

### Elta
- Eltahawy, Mona (* 1967), ägyptisch-US-amerikanische Journalistin
- Eltahhan, Basem (* 1982), ägyptischer Snookerspieler
- Eltanany, Menna (* 1990), ägyptische Badmintonspielerin
- Eltang, Bjarne (1960–2023), dänischer Ruderer
- Eltayeb, Salma (* 2004), ägyptische Squashspielerin
- Eltayeb, Tarek (* 1959), ägyptisch-österreichischer Schriftsteller

### Eltc
- Eltchaninoff, Michel (* 1969), französischer Philosoph, Autor und Journalist

### Elte
- Elte, Emanuel Lodewijk (1881–1943), niederländischer Mathematiker
- Eltekow, Alexander Pawlowitsch (1846–1894), russischer Chemiker
- Elten, Elisabeth van († 1865), niederländische Schauspielerin
- Elten, Gustav (1803–1891), königlich preußischer Generalleutnant und zuletzt Brigadier der Artillerie-Brigade 2
- Elten, Jörg Andrees (1927–2017), deutscher Journalist und SchriftstellerJörg Andrees Elten (1927–2017)

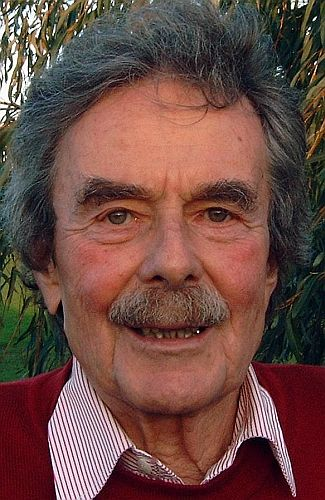
Jörg Andrees Elten (1927–2017)

- Elten, Max (1905–1982), deutscher Bühnenbilder und Maler
- Elten, Nils (* 2003), deutscher Eishockeyspieler
- Elten, Rudi Heinz (1977–2009), deutscher Rocker (Hells Angels), Mordopfer
- Elter, Andreas (* 1968), deutscher Journalist
- Elter, Anton (1858–1925), deutscher klassischer Philologe
- Elter, Johann Friedrich von (1645–1716), Graf d’Autel, Gouverneur von Luxemburg
- Elter, Josef (1926–1997), österreichischer Priester, Bildhauer und Grafiker
- Elter, Marco (1890–1945), italienischer Filmregisseur und Skisportler
- Elter, Peter (* 1958), deutscher TennisspielerPeter Elter (* 1958)
- Elter, Tim (* 2003), deutscher Surfer

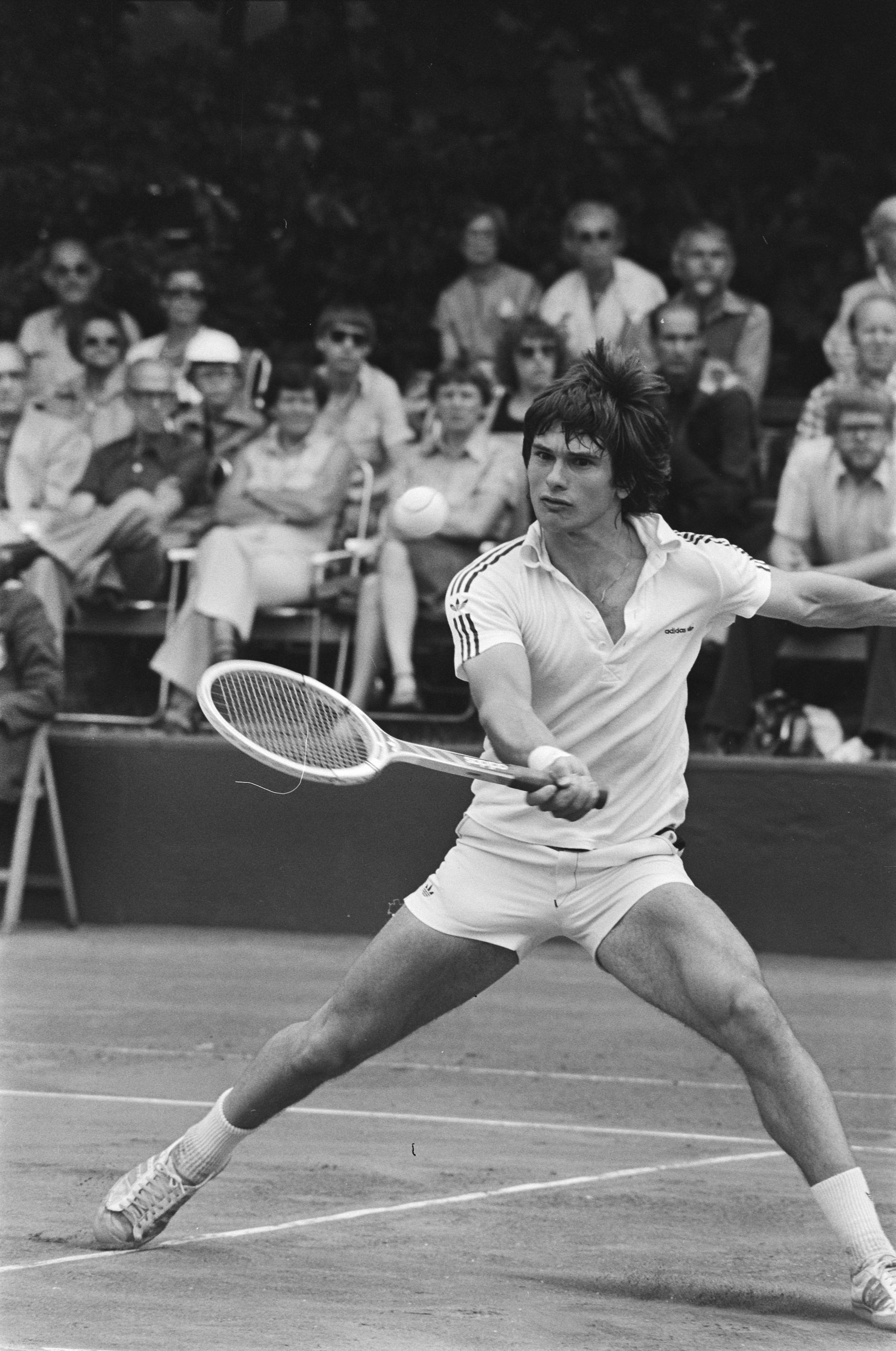
Peter Elter (* 1958)

- Elterich, Johannes (1860–1942), höherer sächsischer Staatsbeamter
- Elterich, Julius Gustav (1828–1899), deutscher Lehrer und Autor
- Elteriš, Herrscher der Göktürken
- Elterlein, Hans Heinrich von (1624–1685), frühneuzeitlicher deutscher Unternehmer und Besitzer des Pfeilhammers in Kleinpöhla
- Elterlein, Hans Jürgen von (1928–2001), deutscher Verlagskaufmann
- Elterlein, Johann August von (1669–1725), frühneuzeitlicher deutscher Unternehmer und Hammerherr
- Elterlein, Johanne Amalie von (1784–1865), deutsche Dichterin des erzgebirgischen „Heiligohmdliedes“
- Elterlein, Kurt Alexander von (1820–1886), sächsischer Generalmajor
- Eltermann, Erich (1916–1991), deutscher Politiker (SPD), MdL
- Eltermann, Friedrich (1835–1919), deutscher Historien- und Porträtmaler der Düsseldorfer Schule
- Eltester, Christian (1671–1700), preußischer Architekt
- Eltester, Gustav von (1822–1904), preußischer Generalmajor und Inspekteur der 1. Pionier-Inspektion
- Eltester, Heinrich Otto Wilhelm (1819–1892), deutscher Jurist und Präsident des Oberlandesgerichts Marienwerder
- Eltester, Leopold von (1822–1879), deutscher Archivar und Historiker
- Eltester, Otto Christoph (1666–1738), deutscher Jurist, Hof- und Kammergerichtsrat, Protonotar des Oberheroldsamtes und galanter Lyriker
- Eltester, Paul (1879–1956), deutscher Konsularbeamter
- Eltester, Walther (1899–1976), deutscher evangelischer Theologe

### Eltg
- Eltgen, Hartmut (* 1967), deutscher Texter und Sänger

### Elth
- Eltham, John of, Earl of Cornwall (1316–1336), englischer Prinz
- Elthon, Leo (1898–1967), US-amerikanischer Politiker

### Elti
- Elting, Friedel (1936–2008), deutscher Fußballtrainer und -funktionär
- Elting, Henning (1925–2014), dänischer Fußballspieler
- Elting, Hermann (1838–1898), deutscher Bauunternehmer und Stadtverordneter der Stadt Essen
- Elting, Josef (* 1944), deutscher Fußballspieler
- Eltinge, Julian (1881–1941), US-amerikanischer Schauspieler
- Eltingh, Jacco (* 1970), niederländischer Tennisspieler
- Eltinho (* 1987), brasilianischer Fußballspieler
- Eltink, Theo (* 1981), niederländischer Radrennfahrer
- Eltis, David (* 1940), britisch-kanadischer Historiker
- Eltis, Walter Alfred (1933–2019), britischer Ökonom und Hochschullehrer
- Eltit, Diamela (* 1949), chilenische Schriftstellerin

### Elto
- Eltom, Najlaa (* 1975), sudanesische Schriftstellerin, Dichterin, Übersetzerin und Bürgerrechtlerin
- Elton (* 1971), deutscher FernsehmoderatorElton (* 1971)

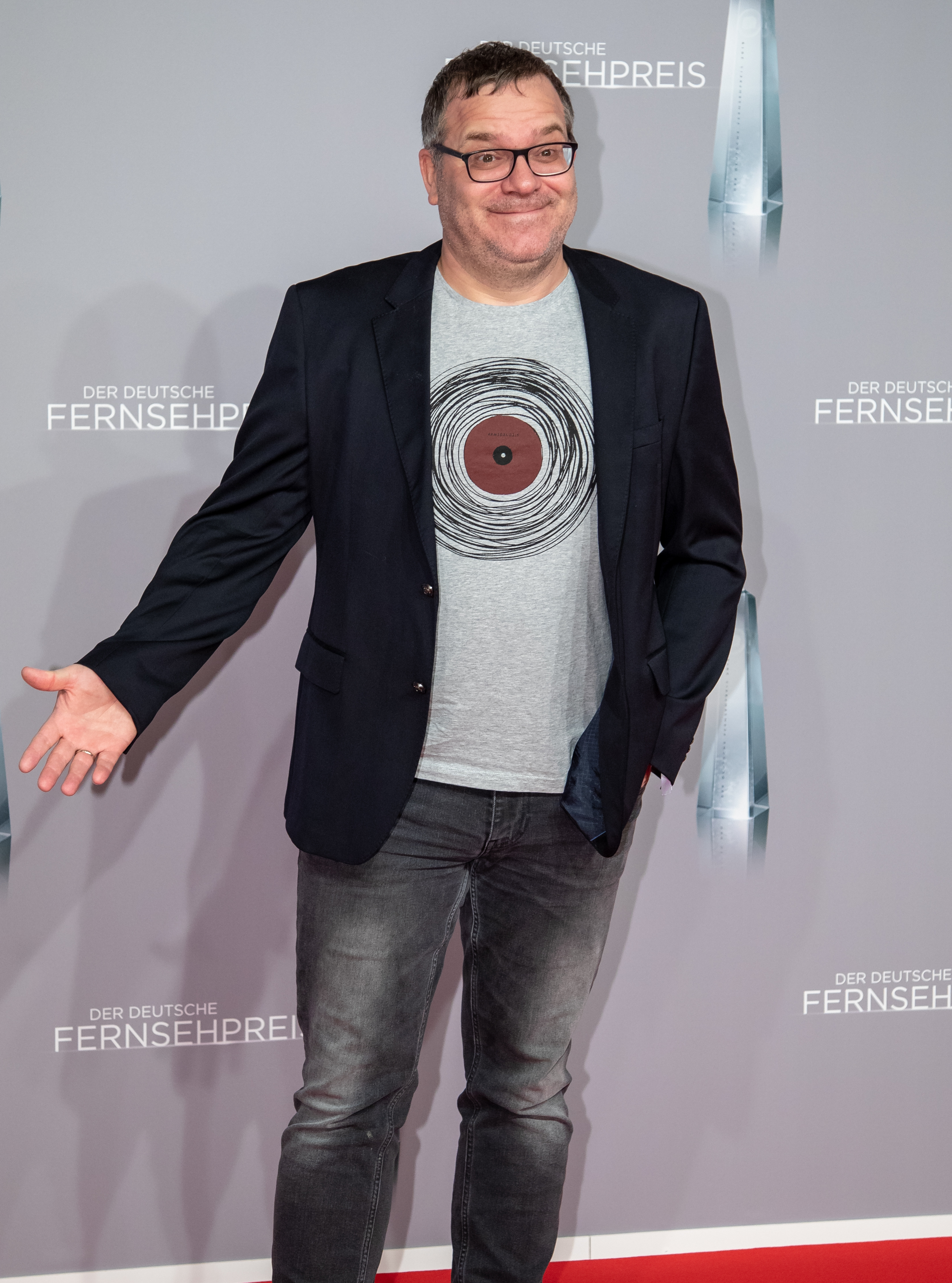
Elton (* 1971)

- Élton Arábia (* 1986), brasilianischer Fußballspieler
- Elton, Ben (* 1959), britischer Schriftsteller, Bühnenautor, Komiker, Drehbuchautor
- Elton, Charles Sutherland (1900–1991), britischer Ökologe und Zoologe
- Elton, Christopher, britischer Pianist, Cellist und Musikpädagoge
- Elton, Geoffrey Rudolph (1921–1994), deutschstämmiger britischer Historiker
- Elton, James (1840–1877), englischer Afrikareisender und Reiseschriftsteller
- Elton, Lewis (1923–2018), deutsch-britischer Bildungsforscher
- Elton, Rodney, 2. Baron Elton (1930–2023), britischer Peer und Politiker
- Elton, Violet (1889–1969), englische Badmintonspielerin
- Elton, William Henry (1845–1914), anglikanischer Geistlicher
- Eltorgman, Salah (* 2002), kanadischer Squashspieler

### Eltr
- Eltrich, Hans († 1635), Glockengießer

### Elts
- Elts, Olari (* 1971), estnischer Dirigent
- Eltschinger, Vincent (* 1970), Schweizer Indologe und Buddhismuskundler
- Eltschkner, Antonín (1880–1961), tschechischer Bischof
- Eltse, Ralph R. (1885–1971), US-amerikanischer Politiker

### Eltt
- Elttør, Eyðun (* 1941), färöischer Politiker des Sjálvstýrisflokkurin
- Elttør, Hjalgrím (* 1983), färöischer Fußballspieler

### Eltz
- Eltz, Balduin von (1584–1636), Landkomtur des Deutschen Ordens
- Eltz, Eduard von (1836–1915), österreichisch-böhmischer Landespolitiker
- Eltz, Friedrich Casimir zu (1634–1682), hannoverscher Berghauptmann und kursächsischer Rittergutsbesitzer
- Eltz, Heinrich von (1599–1661), Herzoglich Braunschweig-Lüneburgischer Obristleutnant und Amtsvogt
- Eltz, Hugo Friedrich von (1597–1658), Vertreter des Trierer Erzbischofs und Kurfürsten Philipp von Sötern beim Westfälischen Friedenskongress
- Eltz, Jakob zu (1921–2006), deutscher Winzer, Botschafter des Malteserorden im Vatikan
- Eltz, Johann Eberhard zu (* 1594), Kanzler im Fürstentum Braunschweig-Wolfenbüttel (1626–1627) und in Diensten Wallensteins Kanzler im Herzogtum Mecklenburg (1628–1634)
- Eltz, Johann Philipp Jakob Nepomuk von und zu (1779–1844), nassauischer Standesherr und Politiker
- Eltz, Johann von (1546–1610), Landkomtur des Deutschen Ordens
- Eltz, Johannes zu (* 1957), römisch-katholischer Priester, Stadtdekan von Frankfurt am Main, Domkapitular des Bistums Limburg und dessen ehemaliger OffizialJohannes zu Eltz (* 1957)

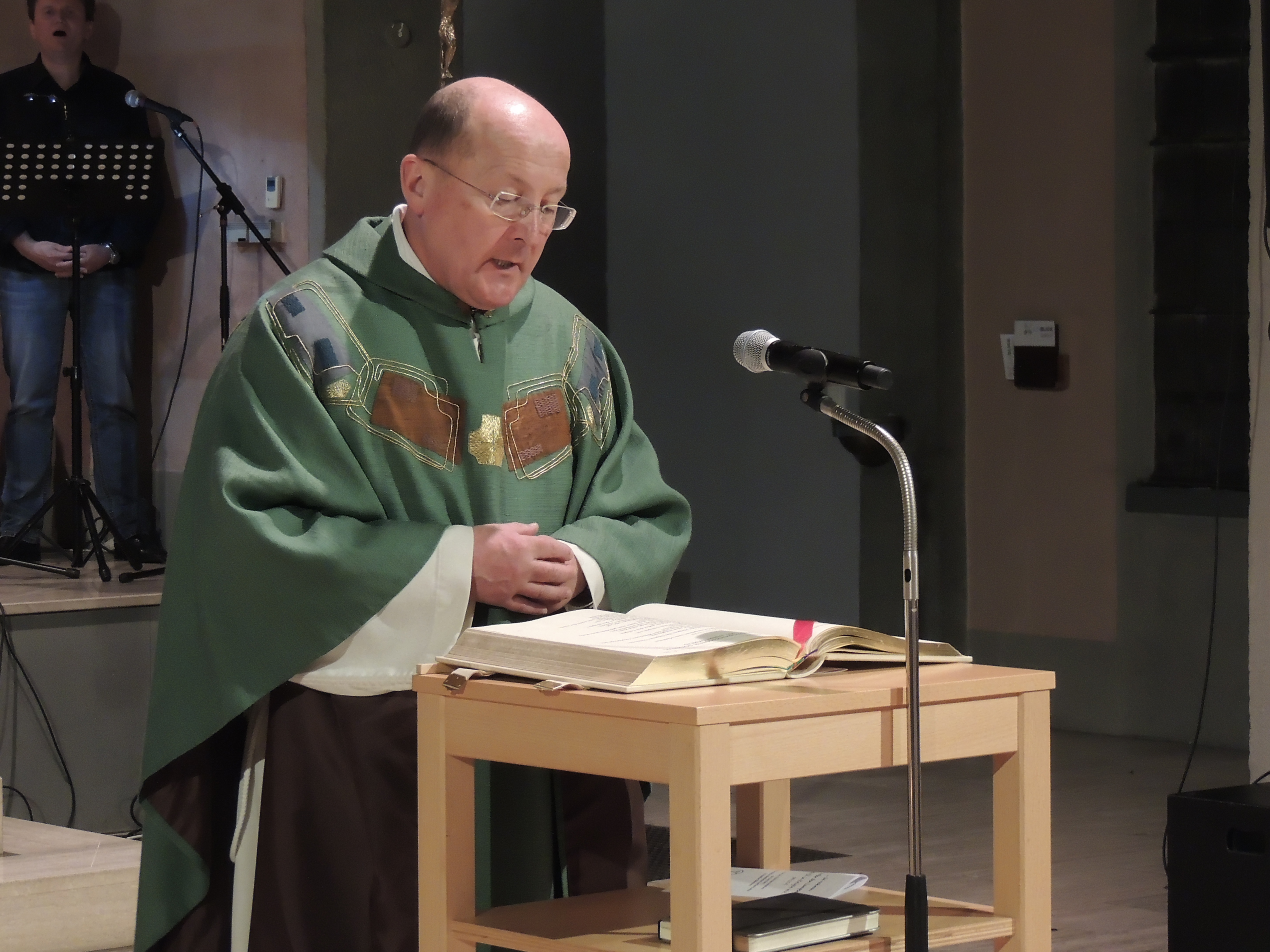
Johannes zu Eltz (* 1957)

- Eltz, Ludolf Henning von (1649–1718), Kurfürstlich Braunschweig-Lüneburgischer Obristleutnant und Amtsvogt
- Eltz, Ludolf von († 1626), braunschweig-lüneburgischer Hauptmann und herzoglicher Amtsvogt
- Eltz, Philipp Adam zu (1665–1727), hannoverscher Geheimer Rat und kursächsischer Rittergutsbesitzer
- Eltz, Theresa von (* 1978), deutsche Filmregisseurin
- Eltz-Hoffmann, Lieselotte (1921–2019), österreichische Schriftstellerin
- Eltz-Kempenich, Philipp Karl von (1665–1743), Kurfürst und Erzbischof des Bistums Mainz
- Eltz-Kempenich, Wolfgang von, Rektor der Universität Trier und Domherr in Trier
- Eltz-Rodendorf, Maria Theresia von (1720–1803), Grundbesitzerin
- Eltz-Rübenach, Clemens Wenzelslaus von und zu (1791–1872), deutscher Rittergutsbesitzer und Politiker
- Eltz-Rübenach, Kuno von (1904–1945), deutscher Politiker (NSDAP), MdR, MdL und SS-Brigadeführer
- Eltz-Rübenach, Paul von (1875–1943), deutscher Politiker (parteilos), Reichsverkehrs- und Reichspostminister
- Eltzbacher, Paul (1868–1928), deutscher Jurist und Hochschullehrer
- Eltze, Hans (1880–1952), deutscher Rüstungsunternehmer
- Eltzner, Adolf (1816–1891), deutscher Kupfer- und Stahlstecher, Zeichner und Fotograf